# Ruthita argillacea
Ruthita argillacea är en fjärilsart som beskrevs av Clarke 1976. Ruthita argillacea ingår i släktet Ruthita och familjen vecklare. Inga underarter finns listade i Catalogue of Life.